# Stefan Sinkó
Stefan Sinkó (n. 1939 - d. 1995) a fost un deputat român în legislatura 1992-1996, ales în județul Cluj pe listele partidului UDMR.